# Uzasadnienie
Uzasadnieniem danego poglądu jest zbiór racji bądź przekonań wspierających dany pogląd. 
Wyróżniamy uzasadnienie epistemiczne (filozoficzne), pragmatyczne bądź religijne.
W filozofii wyróżniamy różne rodzaje i teorie uzasadnienia, jego konieczności bądź prawomocności.
Uzasadnić zdanie P, to tyle co wskazać inne zdanie Q, które pozostaje w relacji wynikania ze zdaniem P, a które jest mniej niepewne co zdanie P.
Gdy wskazywane zdanie Q wynika dedukcyjnie ze zdania P, mamy do czynienia z potwierdzeniem zdania P, gdy zaś ze zdania Q wynika dedukcyjnie uzasadniane zdanie P – z dowodzeniem zdania P.

## Rodzaje uzasadnienia
- Uzasadnienie bezpośrednie, empiryczne. Dla dowolnego zdania (języka polskiego) stwierdzającego to, że P, jego uzasadnieniem bezpośrednim jest wskazanie jako racji, zdania: spostrzegłem, że P lub synonimicznego.

Wadą uzasadnienia bezpośredniego jest fakt, że może być ono złudne: bodźce, które docierają do naszego aparatu poznawczego mogą być niewyraźne, co utrudnia rozpoznanie ich źródła. Nasze narządy zmysłów mogą być uszkodzone, co również dostarcza nam nieadekwatnej informacji o rzeczywistości. W końcu możemy nie mieć odpowiedniej wiedzy lub też być uprzedzeni co do jakiś faktów, wskutek czego fałszywie opiszemy stan rzeczy.
- Uzasadnienie pośrednie to każde różne od bezpośredniego.

## Tabela uzasadniania
|                            | Punkt wyjścia | Przesłanki                        | Konkluzja |
| Potwierdzenie              | P??           | Q; P {\displaystyle \models } Q   | P?        |
| Dowód                      | P??           | Q; Q {\displaystyle \models } P   | P         |
| Obalenie                   | P??           | ~Q; P {\displaystyle \models } Q  | ~P        |
| Wyprowadzenie konsekwencji | P             | Q??; P {\displaystyle \models } Q | Q         |